# Département Dyle

Landkarte der Départements in der heutigen Benelux-Region

Das Département de la Dyle (deutsch Departement der Dyle; niederländisch Departement van de Dyle) war ein von 1795 bis 1814 zum französischen Staat gehörendes Département auf dem Gebiet der heutigen belgischen Provinzen Flämisch Brabant, Wallonisch Brabant und der Region Brüssel-Hauptstadt.
Hauptort (Chef-lieu) des Departements bzw. Sitz der Präfektur war die Stadt Brüssel.
Das Departement hatte eine Fläche von 3428 Quadratkilometern und im Jahr 1812 insgesamt 431.969 Einwohner.

## Geschichte
Das Departement entstand 1795 aus dem Herzogtum Brabant, Teilen der Grafschaft Hennegau (Gebiet um Halle) und weiterer kleinen Gebieten. Benannt wurde es nach dem Fluss Dyle (in heutigem Niederländisch Dijle).
Nach der Niederlage Napoleons kam das Gebiet 1814 an das Königreich der Vereinigten Niederlande und 1830 an das Königreich Belgien und wurde der Provinz Brabant zugeordnet.
Einer der Präfekten war Louis-Gustave Doulcet de Pontécoulant.

## Gliederung
Das Departement war in drei Arrondissements und 38 Kantone, zugleich Friedensgerichtsbezirke, sowie 388 Gemeinden eingeteilt:
| Arrondissement | Hauptorte der Kantone, Sitz der Friedensgerichte |
| -------------- | --- |
| Bruxelles      | Anderlecht, Asse, Brüssel (Bruxelles, Brussel; 4 Kantone), Halle, La Hulpe (Terhulpen), Saint-Etienne, Sint-Martens-Lennik, Sint-Stevens-Woluwe, Ukkel (Uccle), Vilvoorde, Wolvertem |
| Louvain        | Aarschot, Diest, Glabbeek, Grez, Haacht, Löwen (Louvain, Leuven; 2 Kantone), Tienen (2 Kantone), Zoutleeuw                                                                           |
| Nivelles       | Genappe, Herne (Hérinnes), Jodoigne, Nivelles (2 Kantone), Perwez, Wavre |